# Wedelia aggregata
Wedelia aggregata là một loài thực vật có hoa trong họ Cúc. Loài này được (Greenm.) B.L.Turner miêu tả khoa học đầu tiên năm 1988.